# Corazón salvaje (telenovela de 1993)
Corazón salvaje es una telenovela mexicana producida por José Rendón para Televisa. Fue transmitida en el horario estelar de El Canal de las Estrellas desde el 5 de julio de 1993 hasta el 18 de febrero de 1994.
La historia se desarrolla en los albores del siglo XX, en Veracruz, el cual será testigo del nacimiento de una pasión sublime, profunda y mágica, protagonizada por dos jóvenes que pueden parecer muy distintos, pero que están atados por el lazo de la sangre. Es la tercera adaptación para televisión hecha por María Zarattini del clásico de Caridad Bravo Adams, acerca del legendario triángulo amoroso entre dos jóvenes condesas, Mónica y Aimée, con el hijo ilegítimo de un rico terrateniente, Juan del Diablo.
Fue protagonizada por Edith González y Eduardo Palomo, con las actuaciones antagónicas de Ana Colchero, Claudia Islas y Ariel López Padilla. Contó con las actuaciones estelares de César Évora, Isaura Espinoza, Verónica Merchant, las primeras actrices Luz María Aguilar, Queta Lavat y Queta Carrasco y los primeros actores Enrique Lizalde y Julio Monterde.

## Argumento
Juan del Diablo y Andrés Alcázar y Valle son hijos del mismo padre, Francisco Alcázar y Valle, un rico caballero dueño de la hacienda Campo Real, productora de caña de azúcar. Pero el primero es bastardo, fruto de su relación extramarital con la mujer de un pobre pescador; mientras que el segundo es su hijo legítimo concebido con su esposa, Sofía Molina, dama de sociedad sofisticada, pero malvada y mentirosa. Juan, apodado "del Diablo" por su personalidad salvaje y conflictiva, fue criado de forma abusiva por el pescador después de la muerte de su mujer, quien le ha tomado un odio terrible a él y a su padre.
Francisco se entera de la existencia de Juan y manifiesta en una carta su deseo de reconocerlo como su hijo y darle un hogar digno al muchacho, pero Sofía se opone terminantemente y lo desprecia. Francisco parte a entregarle la carta a Noel Mancera, su abogado y leal amigo, pero en el camino sufre un accidente en su caballo. Mientras agoniza, le hace prometer a su hijo Andrés que querrá y aceptará a Juan como un hermano. Francisco muere y Sofía esconde la carta bajo siete llaves, y luego repudia y expulsa a Juan de la hacienda.
15 años después, Doña Catalina Montero, condesa viuda de Altamira y sus dos hijas, las condesas Mónica y Aimée, regresan a Veracruz para cumplir la promesa que ella y su prima Doña Sofía se hicieron años atrás: el matrimonio concertado entre Mónica y su primo Andrés. Mónica es una joven dulce y sensible, muy opuesta a su hermana Aimée, frívola e interesada. Mónica ha vivido enamorada de Andrés, pero él se enamora de Aimée y la prefiere como esposa, a pesar del acuerdo entre su madre y su tía. Mónica, despechada y humillada, decide entrar al convento de su confesor, Fray Domingo, y le hace creer a todos que se siente aliviada de que Andrés haya roto el compromiso, porque su verdadera vocación era ser religiosa. Aimée, a pesar de haberse comprometido con Andrés, es amante de Juan, que se ha convertido un robusto pirata y bandolero que vive a orillas del mar y maneja un barco de su propiedad, apodado "El Satán". Su carácter intrépido y salvaje no ha cambiado, y en cuanto ve a la sensual Aimée comienza un apasionado idilio con ella. Cuando Juan tiene que salir en un viaje de negocios, la hace prometer que lo esperará y a su regreso se casarán. Sin embargo, empieza a correr el rumor de que Juan fue apresado en el exterior y condenado a 10 años de trabajos forzados. Aimée, sabiendo los beneficios que le traerá ser la esposa de Andrés, tras saber la noticia olvida su promesa y finalmente se casa con él. Sabiendo de su ausencia, Espíndola, el jefe de la cárcel, Bautista, el capataz de Campo Real, Alberto de la Serna, el ambicioso amigo de Andrés y Guadalupe Cajiga, dueño del prostíbulo del pueblo, hacen negocios encarcelando a la gente de Juan y vendiéndolos para trabajos forzados en las haciendas vecinas. Azucena, la joven protegida de Juan, es enviada con Cajiga al prostíbulo, y éste abusa de ella cuando se niega a venderse. Finalmente, Mónica es rechazada en el convento y se va junto a su madre a pasar un tiempo a la hacienda con Andrés y Aimée.
Cuando Juan regresa de su viaje convertido en millonario, se entera de la traición de Aimée y furioso por haber sido engañado, decide ir a la hacienda de su hermano para llevársela por la fuerza. Andrés, que no sabe nada de su parentesco con Juan ni de la aventura que este tuvo con su esposa, pero que lo recuerda con cariño de la niñez y quiere cumplir la promesa que le hizo a su padre, decide emplearlo como nuevo administrador de Campo Real y Juan acepta para obligar a Aimée a huir con él. Pronto se entera de que su gente ha sido capturada, y los rescata haciendo uso de su autoridad de administrador y la ayuda legal de Don Noel. Es en estas circunstancias que Juan y Mónica se empiezan a acercar, pues ella para evitar una tragedia, convence a Juan de que deje en paz a su hermana.
Después de escapar de la casa de Cajiga, Azucena enferma y es encontrada en la entrada de Campo Real por Mónica, y ella y Juan se dedican a cuidarla, lo cual los acerca más. Cuando Aimée y Sofía se encuentran en el cuarto de Juan buscando a Azucena, ésta le dice a Sofía que Aimée era la mujer de Juan antes de que se fuera, por lo que comienza a odiarla y les exije a ella, a Mónica y a su madre que no se atrevan a revelar ese amorío. Creyendo que Juan sigue interesado en llevarse a Aimée, Sofía trata de comprarlo y convencerlo de irse, pero él le dice que sólo lo hará a cambio de que ella le dé el apellido Alcázar y Valle, y ella no tiene otra salida que aceptar. Como Mónica ya no va a ser monja, Andrés quiere reparar su ofensa casándola con su amigo Alberto de la Serna. Al mismo tiempo se entera de que Juan tuvo un indecente romance con una señorita que vive en la hacienda al oír una plática entre él y Azucena. Naturalmente, Andrés piensa que se trata de Mónica, ya que siempre la vio detrás de Juan sin saber que en realidad estaba pidiéndole por él. A causa de este malentendido, Mónica es empujada a casarse inmediatamente. Igualmente, Andrés se entera de que Juan en realidad es su hermano mayor y que Sofía pretende reconocerlo, y aunque en un principio toma mal la noticia y se niega, al final lo acepta. Mónica acepta el matrimonio para proteger a Andrés y a su hermana de la vergüenza y el escándalo, pero decide casarse con Juan en vez de Alberto, para que él y Aimée no tengan la oportunidad de huir juntos.
Juan acepta casarse con Mónica tras obtener su apellido, porque ha empezado a sentir amor hacia ella, y así es como poco a poco Mónica va conociendo más profundamente a su marido, descubriendo que detrás de esa fachada de hombre salvaje y peligroso, se esconde un hombre bondadoso y tierno, con un corazón salvaje pero noble.
Aimée, que no se resigna a haber perdido a Juan, prepara una jugarreta escondiendo un retrato de Andrés donde Mónica le declaraba su amor entre la ropa que ella dejó en casa de su madre y que le enviarán a casa de Juan. Azucena, quien vive en la casa como huésped, también está celosa porque está enamorada de Juan, así que le entrega el retrato. Este estalla en cólera y le echa en cara su engaño a Mónica, pero de nada sirve que ella llore y trate de explicarle. Él se marcha a la cantina de su amigo el Tuerto y trata de estar con una de las mujeres de allí, pero no es capaz de engañar a su esposa. Solo Don Noel, quien descubre la trampa de Aimée, hace que Juan regrese a su casa y le pida perdón a Mónica. Él acepta que ella es la única mujer que lo tiene loco y que se dejaría matar por ella.
Azucena está embarazada de Cajiga quien la violó tres meses antes, y engaña a Mónica diciendo que el hijo que espera es de Juan, y que él lo sabe pero que lo negará si lo enfrenta. Mónica no dice nada y Juan parte a un viaje de negocios. Al mismo tiempo, Cajiga quien ya se ha enterado del pasado de Aimée, le envía una carta para chantajearla, pero Bautista se la entrega Andrés quien furioso ataca a Aimée, y se pone más furioso cuando se entera de que todo el mundo lo sabía menos él. Parte a enfrentar a Juan pero no lo encuentra y habla con Mónica quien por más que insiste en que ambos fueron víctimas de Aimée, él no lo acepta y se va diciendo que la salvará de ese matrimonio entendiendo que ella se casó con alguien a quien desprecia por amor a él.
Sabiendo de la ausencia de Juan, Espíndola y su compadre Guadalupe Cajiga, preparan una trampa para poder acusarle de contrabando de armas y de asesinato mandados por doña Sofía. Primero, introducen como moso en la casa de Juan a Joaquín, un muchacho pobre para que busque información comprometedora contra Juan. Cuando el muchacho no logra obtener la información, Espíndola mata al hermano de Joaquín, que era un reo, y lo mete a la bodega de Juan junto con dos cajas de armas que tenía de un decomiso. A su regreso Juan se entera de que Andrés ya sabe todo y después es detenido en su casa junto con el Tuerto y Don Noel, quienes son liberados poco después. Por orden de Andrés, Espíndola no deja que Mónica visite a Juan, aunque se lo permite a Aimée con la intención de cobrarse con sus favores amorosos, al saber que Andrés la desconoce como esposa. Así que Mónica no tiene más remedio que disfrazarse de monja para poder visitar a Juan con la excusa de estar haciendo obras de caridad. Mientras tanto, doña Sofía traza un plan junto a Alberto y el capitán Espíndola para deshacerse de Juan y de Aimée: decirle a ella que se escaparán juntos para luego poder matarlos fingiendo un accidente. Aimée le dice a Juan que doña Sofía lo hará salir de la cárcel para que se vaya con ella y él se niega, pero luego finge aceptar para poder huir con Mónica.
Como Juan no cree en Espíndola ni en Doña Sofía, decide adelantar su fuga un día, pero no cuenta con que Aimée ha ido a la cárcel y que Espíndola pretende cobrarse. Al oírla gritar, Juan acude y Espíndola le dispara hiriéndolo de gravedad, por lo que el Tuerto dispara a su vez contra Espíndola matándolo. Así consiguen escapar, pero como Juan está malherido se lo llevan a la casa de doña Catalina, en donde Alberto dice que sólo él puede evitar que se lleven a Juan a la cárcel o que Andrés lo encuentre, y don Noel no tiene más remedio que aceptar decir que Juan y Aimée huyeron juntos. Para salvar a Juan, se lo llevan a la cabaña de la curandera Tehua, donde se esconde Aimée con ellos.
Entre doña Sofía, Alberto y Cajiga hacen correr el rumor de que Juan y Aimée se fugaron juntos en el barco de Cajiga, el cual hacen explotar para fingir que habían muerto juntos.
Oportunamente, el juez de San Pedro se jubila y le sustituye Marcelo Romero Vargas, quien viene acompañado de su cuñada Amanda, viuda de su hermano, y de su sobrina Mariana. No tarda en saberse que Mariana no es hija del marido de Amanda, sino de Don Noel. Romero Vargas tiene un estricto sentido de la justicia y se hace cargo del caso de Juan pese a que ya se ha tramitado su certificado de defunción. Don Noel averigua que las armas encontradas en la bodega de Juan no proceden del contrabando, sino de un decomiso anterior y que el muerto no es sino Jesús, el hermano de Joaquín, que estaba en la cárcel desde antes de que Juan partiera.
Mónica, destrozada por el dolor y el luto, cree como todos que Juan y su hermana han muerto y decide dejar su casa para irse con su madre. Hablando con don Noel, Mónica le cuenta que Azucena espera un hijo de Juan, así que Don Noel le exije a la joven que diga la verdad, y gracias a las palabras de Azucena, Mónica descubre que Juan puede estar vivo y decide vender la casa y el barco para hacerlo volver. Finalmente alquila la casa al nuevo juez y regresa a casa de su madre, y le da los papeles del barco a Andrés para que lo venda.
Mientras Juan se recupera en la cabaña de Tehua, encuentra a Aimée en lugar de Mónica. Aimée está embarazada y pretende engañar a Juan para que crea que el hijo es suyo y no de Andrés, pero Tehua lo pone sobre aviso, así que él la rechaza y cuando toma algo de fuerza se va a ver a Mónica.
Mónica, que no cabe en sí de la alegría al ver a Juan, cuida sus heridas, le hace descansar y le propone escapar juntos, pero Juan se niega a pesar de que su deseo es permanecer junto a ella; y le dice que no quiere huir toda la vida, ni de la justicia porque es inocente, ni de Andrés, que ahora cree que se escapó con su mujer y querrá vengarse. Así que Juan permanece oculto en una hacienda abandonada y cuando reaparece en misa delante de todo el pueblo, Andrés le reta a un duelo y manda a raptar a Serafín, un joven protegido de Juan, para forzarlo a aceptar. Cuando el duelo se lleva a cabo, Andrés está tan desvelado y alcoholizado que falla dos veces, pero Juan le perdona la vida hiriéndole en una mano y más que nunca en el orgullo. Para vengarse de Juan por humillarlo en el duelo, Andrés se queda con el Satán y hace que Bautista lo hunda.
Como ya se sabe que Juan y Aimée no han muerto, se inventa el rumor de que Aimée fue llevada a la fuerza por los hombres de Juan para que no delatara la fuga, para que ella pueda volver a casa con Andrés, pero aún queda pendiente la muerte de Espíndola. Como el Tuerto lo mató para salvarle la vida a Juan, él se siente comprometido y decide echarse la culpa y alegar que fue en defensa propia. Como Mónica le dice que no podría soportar volver a verlo preso y menos para proteger a otro, Juan decide que lo mejor será apartarla de él mientras no se demuestre su inocencia, así que llama a doña Catalina para pedirle que lo ayude a alejar a Mónica para que no sufra, y ella decide que lo mejor es que le venda su casa sin que Mónica lo sepa, para que no tenga a dónde ir y obligarla a irse con ella a la capital a casa de su tía Amalia. Cuando Mónica va a buscarle para decirle que no pudo recuperar el barco y que este se hundió, Juan le miente y le hace creer que el barco le importaba más que ella, para desilusionarla y hacerla alejarse de él.
Entretanto, Andrés sólo mantiene a Aimée en la casa porque espera un hijo y la humilla tomando como mujer a Juanita, la doncella de su madre y sobrina de Bautista. Aimée sufre un aborto espontáneo; y para ocultarlo decide salir a caballo y fingir una caída. Bautista, para lograr que Andrés se case con su sobrina, esconde una piedra bajo la silla del caballo. Mientras Aimée galopa se encuentra con Mónica quien va caminando a San Pedro después de discutir con su madre por la venta de la casa. El caballo se encabrita, arrojando a Aimée sobre una piedra y  Mónica cree que eso fue su culpa. Gravemente herida, llevan a Aimée a su casa donde mientras agoniza, aprovecha el sentimiento de culpa de su hermana para hacerle prometer que nunca regresará con Juan.
Andrés, despechado y viudo, comprende que se equivocó, que debió casarse con Mónica y que para conseguirlo sólo tiene que quitarle el apellido de su padre a Juan. De ese modo el matrimonio quedaría invalidado, puesto que Juan Alcázar y Valle dejaría de existir.
Por otra parte, Juan decide entregarse hasta que se aclaren todos sus asuntos con la justicia. Pero el Tuerto no quiere que Juan pague su culpa, así que se entrega a escondidas. Cuando Andrés descubre que Bautista robó la carta que prueba que Juan también es un Alcázar, le ordena devorlverla pero Buatista se niega, porque es lo único que le asegura su permanencia con ellos. Para prevenirse, Bautista le da a guardar la carta a Cajiga. Cuando Juan sale de la cárcel tres meses después, va a la capital a buscar a su esposa pero se encuentra a la prima de Mónica quien le dice que ella no quiere verlo. Desolado, regresa a San Pedro, mientras tanto Andrés sí la visita. Gracias a conflictos en el gobierno, el Tuerto es condenado a 4 años con libertad bajo caución.
Doña Catalina ve con buenos ojos que Andrés quiera casarse con Mónica y trata de convencerla para que acepte, por lo que regresan a San Pedro aprovechando que el médico se lo ordenó. Mientras pasea por el mercado de San Pedro con Andrés y su prima Dolores, Mónica se reencuentra con Juan quien quiere hablar con ella y explicárselo todo, pero ella no se siente con fuerzas para seguir sufriendo y se niega a escucharlo. Por eso Juan se cuela por la noche en casa de Andrés hasta el cuarto donde Mónica duerme con su prima, dispuesto a obligarla a escucharle y ella le suplica que se vaya pero luego acepta hablar con él. Salen al salón y allí los sorprenden Andrés y Alberto. Empieza una pelea entre los hermanos y Bautista llega y le dispara a Juan para proteger a Andrés, pero Mónica se interpone y es herida en un brazo.
Decidida a no soportar más que los dos hermanos la usen como pretexto para seguir sus riñas, Mónica alquila un cuarto en una pensión y se va a vivir sola, pese a la oposición de todos, especialmente de su madre.
Por otra parte, como Doña Sofía no quiere que su hijo se case con Mónica, culpa a su prima Catalina y a sus hijas de todas sus desgracias, y conspira para que Mónica regrese con Juan. Sale a la luz de nuevo la carta que escribió Francisco reconociendo a Juan y que cayó en manos de Guadalupe Cajiga después de que Bautista se la robó a Doña Sofía, y aunque Juan trata de negociar con él por la carta, Cajiga y Juan no llegan a ningún acuerdo, así que Cajiga se la da a Fray Domingo diciendo que es su testamento y que en caso de que le pasara algo, desea que ese escrito llegue a manos de Andrés Alcázar. Cuando Bautista le pide de vuelta la carta, Cajiga le pone un papel en blanco al sobre y se lo devuelve. Así que Sofía y Alberto urden un plan para atacar a Bautista y robarle la carta que creen que aún tiene, pero doña Sofía le da a Juan la misma idea para que Andrés no pueda casarse con Mónica. Cuando Bautista es apaleado y registrado por los mercenarios de Alberto el sobre no aparece, lo que disgusta mucho a Sofía. Ese sobre estaba escondido en el sombrero de Bautista. Juan cree que se le han adelantado, pero el Tuerto se queda con el sombrero donde finalmente termina por aparecer el sobre. Así que Juan empieza a presionar a Cajiga para recuperar la carta, pero éste le dice que se la dio a guardar a un hombre muy decente e incapaz de hacer algo indebido, y atando cabos con Don Noel descubren que puede tenerla Fray Domingo. Bautista le dice a Andrés que le dio la carta a guardar a Cajiga y que seguramente se la arrebató. Don Noel le dice a Fray Domingo que la carta que le dio a guardar Cajiga es en realidad la carta donde Francisco Alcázar reconoce a Juan como su hijo y que Cajiga la usa para chantajearlo, pero el sacerdote se niega a entregarla, y promete convencer a Cajiga de entregársela a su legítimo dueño. Cuando Andrés lleva a Cajiga con Fray Domingo para recuperar la carta, el sacerdote le dice que ya sabe del contenido del escrito y se niega a devolvérsela, hasta que él o Don Noel le comprueben a quién le corresponde, lo que enfurece a Andrés. Así que Andrés envía a Bautista a arrebatarle la carta a Fray Domingo para destruirla, pero Sofía los oye detrás de la puerta y va a poner a Don Noel y a Juan sobre aviso, y Juan embosca a Bautista cuando estaba a punto de entrar a la casa del padre. Don Noel y Juan piden la ayuda de Marcelo para recuperar la carta, y cuando confirman que es la carta del difunto Francisco, el sacerdote se las entrega y Juan va al registro a iniciar los trámites para recuperar su apellido y revalidar su matrimonio con Mónica.
Una noche Andrés se encuentra borracho y deseoso de venganza, se presenta en el cuarto de Mónica y trata de hacerla suya por la fuerza diciendo que si Juan tuvo a Aimée, él también tiene derecho a tenerla a ella, pero las súplicas de ella le hacen ver lo que está a punto de hacer y se marcha, pero la amenaza con decir que sí cumplió su cometido si ella vuelve con Juan. Ella no lo cuenta y se sigue negando a volver con Juan, pues teme que esta vez Juan sí mate a Andrés.
Juan sigue insistiéndole a Mónica para que acepte que aún lo quiere como él a ella y la visita por las noches en su cuarto. La casera se queja de que no es decente que a Mónica la visiten hombres a deshoras en estado inapropiado. Pero Juan, que ha recuperado su apellido gracias a la carta y al juez Romero Vargas, va a buscar a Mónica y se la lleva a la antigua casa de Doña Catalina, en donde ella sigue renegando de que Mónica haya vuelto con él. Finalmente, Alberto de la Serna y Guadalupe Cajiga son encarcelados por la conspiración en contra de Juan.
Cuando sabe que Juan y Mónica han regresado, Andrés manda llamar a Juan y le miente diciéndole que hizo suya por la fuerza a Mónica. En ese momento empiezan a pelear y se produce un terremoto que derrumba la casa sobre ellos. Andrés queda atrapado bajo los escombros y Juan, conmovido, le salva la vida a pesar de todo, antes de regresar corriendo a su casa en ruinas para encontrar que Mónica ha desaparecido. Desesperado, la busca sin descanso durante dos días entre los heridos y los muertos, hasta que finalmente aparece en casa de Tehua. Va hacia allá cuando Bautista, que está huyendo porque ya se sabe que él fue quien mató a Aimeé, le enbosca con sus hombres para matarlo, pero salta al agua, donde Bautista lo da por muerto, y Mónica, que lo ha visto desde su casa de la playa, salta tras él y al fin se reencuentran.
Andrés, herido por el terremoto, y consciente de que Juan le salvó la vida a pesar de todo, por fin recapacita y decide irse a vivir lejos. En ese momento llega Bautista y le reclama a doña Sofía que lo haya echado después de todo lo que ha hecho por ellos, y cuando le confiesa que él fue quien mató a Aimeé, Sofía lo manda a correr y Bautista se enfurece y trata de asfixiarla, por lo que Andrés lo mata golpeándolo con un candelabro en la cabeza. Finalmente, Andrés decide irse a España, y le dice a Doña Sofía que no puede seguir con ella porque solo quiere controlarle la vida, y a pesar de sus ruegos y promesas de cambiar él se va.
Mónica le dice a Juan que está esperando un hijo, pero cuando ella se va y él se queda hablando con Mancera dice que no le importaría si fuese de Andrés. Al oír esto, la pobre Mónica se desmaya de la impresión de que Juan haya podido creerle a Andrés.
Cuando sabe que Juan está en su casa, Andrés se presenta allí para aclararle que nunca abusó de Mónica, le pide perdón por todo y se despide de él.
Por fin, Juan y Mónica pueden vivir felices.

## Elenco
- Edith González - Condesa Mónica De Altamira Montero
- Eduardo Palomo - Juan "del Diablo" Alcázar y Valle / Francisco Alcázar y Valle
- Ana Colchero - Condesa Aimeé De Altamira Montero
- Ariel López Padilla - Andrés Alcázar y Valle Montiel
- Claudia Islas - Sofía Montiel Vda. de Alcázar y Valle
- Luz María Aguilar - Condesa Catalina Montero Vda. de De Altamira
- Enrique Lizalde - Noel Mancera
- Arsenio Campos - Alberto de la Serna
- Ernesto Yáñez - Bautista Rosales
- Yolanda Ventura - Azucena
- Javier Ruán - Guadalupe Cajiga
- César Évora - Marcelo Romero Vargas
- Isaura Espinoza - Amanda Monterrubio Vda. de Romero Vargas
- Verónica Merchant - Mariana Romero Vargas / Mariana Mancera
- Olivia Cairo - Juanita
- Emilio Cortés - Serafín Campero
- Ana Laura Espinosa - Guadalupe Aguilar Solís "Lupe"
- Gerardo Hemmer - Joaquín Martínez
- Jaime Lozano - Segundo Quintana
- Adalberto Parra - Capitán Espíndola
- Alejandro Rábago - Pedro
- Gonzalo Sánchez -  Facundo Gómez "El Tuerto"
- Indra Zuno - Meche
- Antonia Marcin - Dolores Peñaloza de Altamira
- Julio Monterde - Fray Domingo
- Queta Lavat - Madre Superiora
- Mónika Sánchez - Rosa
- Arturo Paulet - Lic. Mondragón
- Joana Brito - Ana
- Maribel Palmer - Teresa
- Queta Carrasco - Doña Prudencia Vda. de Santa María
- María Dolores Oliva - Tehua
- Juan Antonio Llanes - Juez Bartolomé Esperón
- Conchita Márquez - Sor Juliana
- Geraldine Bazán - Mónica (niña)
- Julián de Tavira - Juan (niño)
- Christian Ruiz - Andrés (niño)
- Felio Eliel - Baldovino
- Rosario Granados - Doña Rosario
- Nelly Horsman - Teodora
- Carl Hillos - Florindo Pérez
- Araceli Cordero - Esperanza, sirvienta de los Alcázar y Valle en San Pedro
- Moisés Suárez - Roque, empleado de Cajiga
- Julián Velázquez - Cabo Hernández
- Antonia Marcín - Dolores Peñaloza de Altamira (prima de Mónica y Aimée)

## Equipo de producción
- Novela e Historia original de: Caridad Bravo Adams
- Adaptación, Versión libre y Libreto original: María Zarattini
- Asesor histórico: José Ruiz de Esparza
- Tema musical: “Corazón salvaje”
- Autor: Jorge Avendaño
- Interpreta: Manuel Mijares
- Música original: Jorge Avendaño
- Escenografía: Mirsa Paz
- Ambientación: Rosalba Santoyo, Gerardo Hernández
- Diseño de vestuario: Silvia Terán, Fernando Bermúdez
- Editor: Fernando Valdés
- Jefe de producción: Daniel Estrada
- Coordinador de producción: Víctor Manuel Ceballos
- Gerente de producción: Roberto Hernández Vázquez
- Director de cámaras: Jorge Miguel Valdés
- Director de escena: Alberto Cortés
- Productor y director general: José Rendón

### VHS
1996 Renta y venta de Video Romances

## Premios

### Premios TVyNovelas 1994
| Categoría                                   | Nominado(a)                                 | Resultado |
| ------------------------------------------- | ------------------------------------------- | --------- |
| Mejor telenovela                            | José Rendón                                 | Ganador   |
| Mejor actriz protagónica                    | Edith González                              | Ganadora  |
| Mejor actor protagónico                     | Eduardo Palomo                              | Ganador   |
| Mejor primera actriz                        | Claudia Islas                               | Ganadora  |
| Mejor primer actor                          | Enrique Lizalde                             | Nominado  |
| Mejor revelación femenina                   | Ana Colchero                                | Ganadora  |
| Mejor revelación femenina                   | Yolanda Ventura                             | Nominada  |
| Mejor revelación masculina                  | Ariel López Padilla                         | Ganador   |
| Mejor revelación masculina                  | César Évora                                 | Nominado  |
| Mejor escritor                              | María Zarattini                             | Ganadora  |
| Mejor director de escena                    | Alberto Cortés                              | Ganador   |
| Mejor tema musical                          | Manuel Mijares                              | Ganador   |
| Telenovela de mayor éxito en Estados Unidos | Telenovela de mayor éxito en Estados Unidos | Ganadores |

### Premios El Heraldo de México 1994
| Categoría                 | Nominado(a)    | Resultado |
| ------------------------- | -------------- | --------- |
| Mejor telenovela          | José Rendón    | Ganador   |
| Mejor actor en televisión | Eduardo Palomo | Ganador   |

### Premios TP de Oro 1995
- Mejor telenovela[2]

### Premios Telegatto 1995
| Categoría                                  | Resultado |
| ------------------------------------------ | --------- |
| Mejor telenovela del año emitida en Italia | Ganadora  |

### Premios La Giara d'Argento 1996
| Categoría        | Resultado |
| ---------------- | --------- |
| Mejor telenovela | Ganadora  |

### Premios ACE 1994
| Categoría                   | Nominado(a)    | Resultado |
| --------------------------- | -------------- | --------- |
| Mejor actor                 | Eduardo Palomo | Ganador   |
| Mejor coactuación femenina  | Claudia Islas  | Ganadora  |
| Mejor coactuación masculina | Arsenio Campos | Ganador   |
| Mejor director              | Alberto Cortés | Ganador   |

### Premios Eres 1994
| Categoría                | Nominado(a)         | Resultado |
| ------------------------ | ------------------- | --------- |
| Mejor telenovela         | José Rendón         | Ganador   |
| Mejor actriz estelar     | Edith González      | Ganadora  |
| Mejor actor estelar      | Eduardo Palomo      | Ganadora  |
| Mejor actriz coestelar   | Ana Colchero        | Ganadora  |
| Mejor actor coestelar    | Ariel López Padilla | Ganadora  |
| Mejor director de escena | Alberto Cortés      | Ganador   |

## Curiosidades
- Originalmente el personaje de Aimeé fue propuesto a Erika Buenfil, quien estaba desaparecida de las pantallas desde hace un tiempo. Sin embargo la actriz se encaprichó con el personaje de Mónica, aunque tanto Rendón como su esposa María Zarattini trataron de hacerle ver que interpretar el personaje de la villana le haría resucitar su carrera. Buenfil se negó marchándose de viaje a su tierra natal. Lo pensó mejor durante el fin de semana y al regresar a la Ciudad de México se comunicó con Rendón, para decirle que aceptaba el papel que le había ofrecido. El productor la sorprendió a su vez con la noticia de que Ana Colchero ya había firmado contrato con él y en ese mismo momento estaba en las pruebas de vestuario. Buenfil se arrepiente hasta la fecha de no haber aceptado el personaje que pudo haberle dado un giro inesperado a su carrera.

- Se dice que fue tal el éxito de Eduardo Palomo en Italia, que el diseñador Gianni Versace lo invitó como modelo de una de sus pasarelas.

- Salma Hayek realizó casting y pruebas de vestuario para personificar a Mónica.

- César Évora fue la primera opción para interpretar el personaje de "Juan Del Diablo". Los ejecutivos de Televisa no estaban seguros de que el cubano, recién llegado a México, tendría la fuerza para llevar el protagónico. Entonces se presentó Eduardo Palomo al casting y a Rendón no le cupo duda de que sería el definitivo Juan del Diablo. Palomo de hecho estuvo a punto de rechazar el papel debido a que estaba haciendo una obra de teatro, pero los ejecutivos de Televisa le dieron las mejores facilidades de horario con tal de que aceptara.

- Para adecuarse al físico del personaje, Eduardo debió teñir su cabello de marrón claro a negro y dejarlo crecer hasta sus hombros, además de broncearse para oscurecer un poco su piel también, ya que el personaje vivía en la playa. Este se convirtió en un personaje emblemático del actor, y hasta el día de hoy gran parte de la crítica así como el público consideran a Palomo como el mejor Juan del Diablo. Incluso conservó su arreglo como Juan del Diablo durante años después de la telenovela.

- Respecto a lo anterior, César Évora entendió la situación, pero María Zarattini escribió un papel especialmente para él, el del juez Marcelo Romero Vargas.

- Ricardo Arjona, que había logrado gran éxito y había participado con buena aceptación en la telenovela Alcanzar una estrella en 1990, también fue considerado para el papel protagónico, pero al final fue descartado.

- Alejandro Camacho también fue considerado para el rol protagónico, pero se dice que finalmente fue descartado por un supuesto "comportamiento divo".

## Versiones
De esta historia original de Caridad Bravo Adams se han realizado tres versiones más para la televisión:
- Corazón salvaje producida por Ernesto Alonso para Telesistema Mexicano (hoy Televisa) en 1966 y protagonizada por Julissa, Enrique Lizalde, Jacqueline Andere y Enrique Álvarez Félix.
- Corazón salvaje producida por Ernesto Alonso para Televisa en 1977 y protagonizada por Angélica María, Martín Cortés, Susana Dosamantes y Fernando Allende.
- Corazón salvaje producida por Salvador Mejía para Televisa en 2009 y protagonizada por Aracely Arámbula, Eduardo Yáñez y Cristián de la Fuente. Esta versión fue un híbrido con otra telenovela de época, Yo compro esa mujer, escrita por la cubana Olga Ruilópez y de la cual se realizó una versión mexicana en 1990, protagonizada por Leticia Calderón y Eduardo Yáñez.